# William F. Friedman
William Frederick Friedman, nacido como Wolfe Friedman (en yidis: װאָלףֿ פֿרידםאַן‎ y en ruso: Вольф Фридман, Chisináu, Basarabia, Imperio ruso, 24 de septiembre de 1891-Washington D. C., 2 o 12 de noviembre de 1969) fue un criptoanalista ruso-estadounidense. Fue hijo de Frederick Friedman, un judío de Bucarest que trabajaba como traductor y lingüista para el servicio de correos del zar.

## Biografía
Las persecuciones racistas y las regulaciones antisemitas obligaron a su familia a emigrar a los Estados Unidos en 1893, donde se instalaron en Pittsburgh. Tres años más tarde el joven Wolfe cambió su nombre por el de William Frederick.
Se graduó en la Universidad Cornell por sus trabajos de genética; entró a trabajar en los "Riverbank Laboratories" y se interesó por el estudio de los códigos y cifras secretas gracias al interés de una amiga, Elizebeth Smith (1892-1980), con quien se casaría en 1917. Elizebeth trabajaba en la investigación como criptoanalista en Riverbank y llegó a ser una figura legendaria, tanto por sus conocimientos sobre la obra de Shakespeare (juntos publicaron el libro The Shakespearean Ciphers Examined) como por sus logros y éxitos como descifradora de códigos y claves en la época en la que estuvo vigente la "Ley Seca" (llegó a trabajar como consultora para el Fondo Monetario Internacional en la tarea de elaborar un sistema secreto de comunicaciones).
Durante la I Guerra Mundial sirvió como teniente en G6A2, la unidad de criptología de la Fuerza Expedicionaria Estadounidense, distinguiéndose por sus trabajos y proezas en el análisis de códigos enemigos inviolables, por lo cual recibió el reconocimiento del Gobierno estadounidense.
Después de la guerra volvió a Riverbank. En 1920 se mudó a Washington donde trabajó en la oficina del Oficial de Señales en Jefe (ahora llamado Cuerpo de Señales del Ejército). En 1929 fue puesto al frente del (recientemente creado) Servicio de Inteligencia de Señales (SIS), que evolucionó hasta ser la Agencia de Seguridad del Ejército (ASA) en la época de la II Guerra Mundial.
El grupo liderado por Friedman dentro de SIS/ASA se hizo famoso al romper PURPLE (el nombre que le daban a la máquina de cifrado del Japón), una proeza criptológica comparable a la de los polacos que rompieron la máquina Enigma de Alemania. El grupo también cooperó con la Marina para desarrollar lo que sería la máquina de cifrado más segura de esa Guerra, la SIGABA. El grupo también influyó en el desarrollo de la Agencia de Seguridad de las Fuerzas Armadas (AFSA) y la Agencia de Seguridad Nacional (NSA).
Se retiró del ejército con el grado de Coronel. Destacó como prolífico autor, profesor e investigador, siendo considerado uno de los mayores genios en el campo del criptoanálisis y la seguridad nacional.
Su mayor logro fue, quizás, la adopción de las matemáticas y el método científico dentro de la criptología. Los libros que escribió fueron usados por varias generaciones de alumnos. Su trabajo influyó positivamente en las áreas de inteligencia de señales y la seguridad de la información.
Murió en noviembre de 1969 de un ataque al corazón.

## Trabajos publicados
Es autor del trabajo 'The Most Mysterious Manuscript' Still an Enigma' (1962), así como de los ya clásicos 'Elements of Cryptanalisis', 'Cryptography and Cryptanalisis Articles' (varios volúmenes), 'Elementary Military Cryptrography', 'Advanced Military Cryptrography', 'Solving German Codes in World War I', 'Military Cryptanalysis' (I a IV, algunos de ellos en 2 volúmenes) y 'The Index of Coincidence and its Applications in Cryptanalysis'.

## El Manuscrito Voynich
A finales de la II Guerra Mundial reunió a un grupo de investigadores (FSG (Primer Grupo de Estudio, 1944-1946) con la intención de analizar el Manuscrito Voynich y, aunque obtuvieron algunos prometedores resultados, no lograron su propósito.
En el período 1962-1963 y gracias a la ayuda de la compañía RCA que les permitió utilizar uno de sus ordenadores —un RCA 301, aparato de "segunda generación"— organizó el SSG (Segundo Grupo de Estudio), un nuevo equipo de criptoanalistas y expertos en distintas disciplinas que trabajaron de nuevo en el análisis del manuscrito; al acabarse el apoyo el grupo se disolvió sin llegar a publicar nada, aunque ello no hizo cambiar la opinión de Friedman sobre el manuscrito: parecía haber sido escrito entre 1480 y 1520 siendo, por tanto, muy posterior a Roger Bacon (artículo publicado en el Washington Post, en 1962, por Elizebeth Friedman).
De sus estudios y análisis parciales del Manuscrito Voynich sacó una conclusión, que no dejaría de comunicar a su amigo Tiltman en una carta (1951): el documento parecía estar escrito en una lengua sintética primitiva similar a las elaboradas por Wilkins y Dalgarno.
Su línea de trabajo continuó con las investigaciones de Tiltman el cual fue, a su vez, sucedido por los trabajos, estudios e investigaciones de D' Imperio.

## Reconocimientos
En 1944 recibió la Medalla del Departamento de Guerra por Servicio Civil Excepcional. El Presidente lo distinguió con la Medalla al Mérito en 1946, y con la Medalla de la Seguridad Nacional en 1955.
En 1956 el Congreso les concedió la suma de 100.000 dólares por derechos de patentes en ciertos aparatos criptográficos secretos desarrollados en esa época.
Como reconocimiento al trabajo de ambos esposos, en 2002, el edificio de oficinas OPS1 de la NSA fue dedicado a William y Elizebeth Friedman.